# رودلف لينتس
رودلف لينتس (بالألمانية: Rudolf Lenz)‏ (و. 1920 – 1987 م) هو ممثل مسرحي، وممثل أفلام نمساوي، ولد في غراتس، توفي عن عمر يناهز 67 عاماً.

## وصلات خارجية
- رودلف لينتس على موقع IMDb (الإنجليزية)
- رودلف لينتس على موقع ألو سيني (الفرنسية)
- رودلف لينتس على موقع أول موفي (الإنجليزية)
- رودلف لينتس على موقع قاعدة بيانات الأفلام السويدية (السويدية)
- رودلف لينتس على موقع قاعدة بيانات الفيلم (الإنجليزية)
- رودلف لينتس على موقع كينوبويسك (الروسية)